# Herb powiatu tomaszowskiego (lubelskiego)
Herb powiatu tomaszowskiego – jeden z symboli powiatu tomaszowskiego, ustanowiony 19 września 2000.

## Wygląd i symbolika
Herb przedstawia na tarczy  w polu czerwonym srebrny gryf w złotej koronie trzymający złote godło herbu Jelita.